# 巴尔瓦迪略德尔梅尔卡多
巴尔瓦迪略德尔梅尔卡多，是西班牙卡斯蒂利亚-莱昂布尔戈斯省的一个市镇。总面积13平方公里，总人口168人（2001年），人口密度13人/平方公里。